# Tetraulax albovittipennis
Tetraulax albovittipennis es una especie de escarabajo de la familia Cerambycidae. Fue descrita por Stephan von Breuning en 1961.